# El sueño de Lú
El sueño de Lú es el segundo largometraje del director mexicano Hari Sama. Estructurada en tres actos, fue presentada por primera vez en la novena edición del Festival Internacional de Cine de Morelia (FICM), en 2011. Está inspirada y motivada en la pérdida personal que sufrieron Sama y Úrsula Pruneda (protagonista de la película) tras la muerte de su hija.

## Sinopsis
El sueño de Lú narra la historia de Lucía (Úrsula Pruneda), quien después de un intento de suicidio, se adentra en un proceso de resignificación de su propia vida con el objeto de seguir adelante. Al enfrentar el duelo por la pérdida de su hijo de cinco años, Lucía comenzará un proceso largo y tortuoso que la llevará a comprender que puede reconstruir su vida, así como a descubrir la eternidad que se contiene en cada instante.

## Ficha técnica

### Director
- Hari Sama

### Producción
- Sachiko Uzeta y Hari Sama

### Guion
- Hari Sama

### Fotografía
- Emiliano Villanueva

### Música
- Darío González Valderrama

### Edición
- Hari Sama y Mario Sandoval

### Sonido directo
- Samuel Larson y Pablo Tamez

### Diseño de sonido
- Samuel Larson

### Dirección de arte
- María Paz González

### Elenco
- Úrsula Pruneda (Lú)
- Gerardo Trejoluna (Malik)
- María del Carmen Farías (Laura)
- Emilio Echevarría (Emilio)
- Moisés Arizmendi (Emilio, hijo)
- María Deschamps (Paola)
- Emiliano Magaña (Sebastián)

### Temas (temática de la película)
El tema principal de la película es el dolor que conlleva la repentina muerte de un hijo, así como los significados de la pérdida y la reconciliación con la vida. “Para los hijos que pierden a sus padres hay una palabra: huérfanos. Pero para los padres que pierden a un hijo, nuestro lenguaje no tiene ninguna palabra”[3]. De este modo, la cinta “explora de una manera íntima el dolor y el proceso de reconstrucción emocional de quienes enfrentan esta situación”[4].

### Recepción (estreno, cuánto recaudo, records)
El sueño de Lú fue estrenada por primera vez en el Festival Internacional de Cine de Morelia (FICM) de 2011. En palabras de Hari Sama, director de la película, dicho festival funciona “como una plataforma extraordinaria y como disparador para los trabajos presentados”[5]. Fue la primera cinta mexicana en exhibirse en la renovada Cineteca Nacional en 2012 y a un año de su estreno se editó en DVD.

### Festivales
- Festival Internacional de Cine de Morelia. México. 2011
- Festival Internacional de Cine de la UNAM
- Riviera Maya Film Festival
- Festival des Films du Monde Montreal
- Festival de Colima
- Primera Semana del Cine Mexicano Independiente (SMI), realizada en colaboración por la Cineteca Nacional y Grupo Cinépolis
- Latinópolis[6]

### Premios
- Mención Especial. Festival Internacional de Cine de Morelia. 2011
- Mejor Actriz en el Festival Internacional de Cine de Shanghái
- Mejor Actriz latinoamericana en la edición 16 del Festival de Cine Español de Málaga
- Mejor Actriz Protagónica en la 55 entrega del Ariel[7]